# Ilaria Sanguineti
Ilaria Sanguineti   (Sanremo, 15 d'abril de 1994) és una ciclista italiana, professional des del 2013 i actualment a l'equip Lidl-Trek (femení).
Del juliol de 2013 fins a l'octubre de 2014 va estar suspesa per dopatge per un positiu en clostebol.

## Palmarès
- 2015
  - 1a al Tour de Bretanya i vencedora d'una etapa[4]
- 2016
  - Vencedora d'una etapa al Tour de Bretanya
- 2022
  - 1a a la Dwars door het Hageland

### Resultats a les Gran Voltes

#### Giro d'Itàlia
- 2013 : no surt (6a etapa)
- 2015 : 90a
- 2016 : 83a
- 2017 : 72a
- 2018 : 93a
- 2019 : 117a
- 2020 : 43a
- 2021 : 51a

#### Tour de França
- 2022 : 90a
- 2023 : 109a